# Volkswagen ID.4

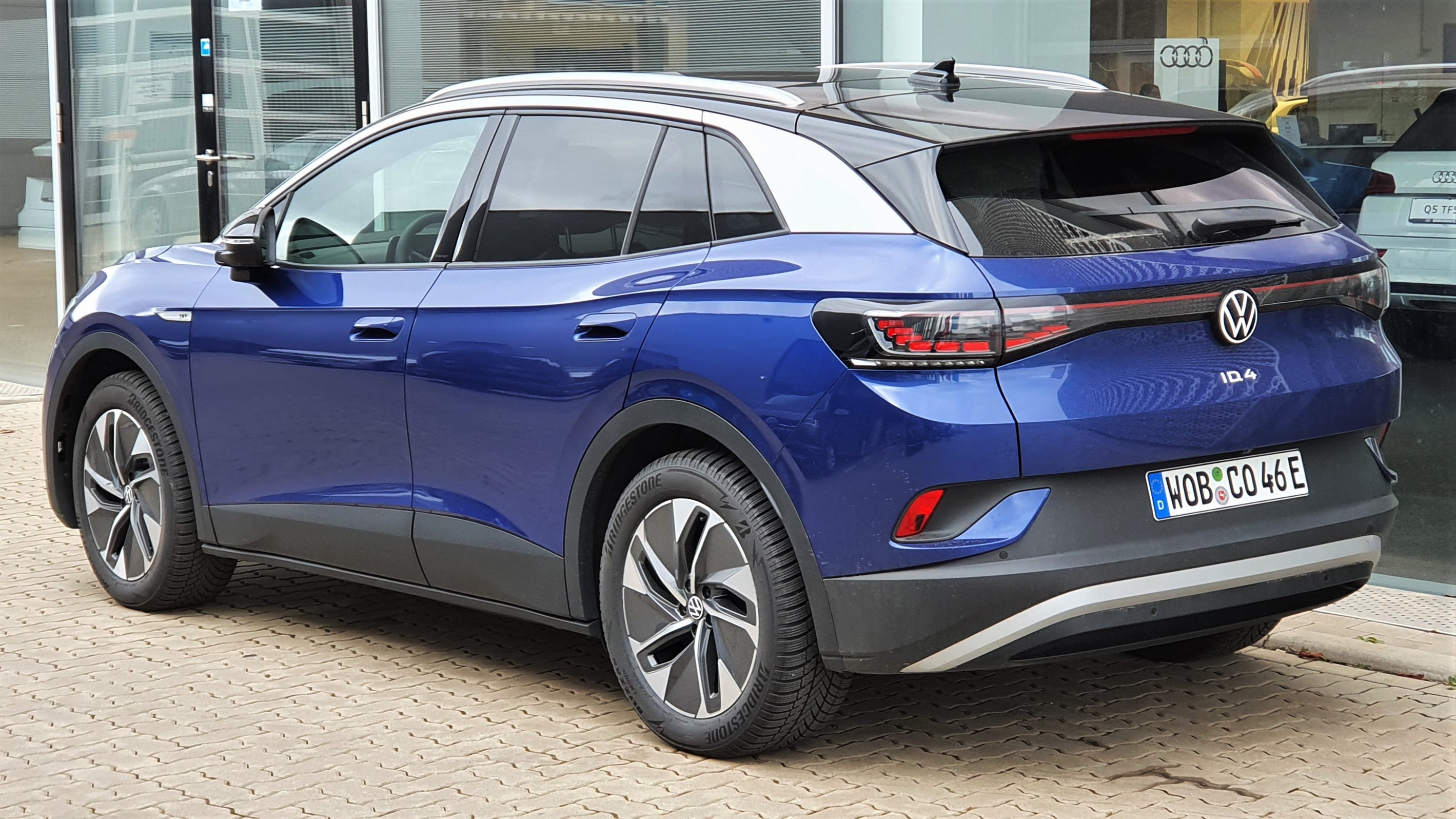
Hátulnézetből

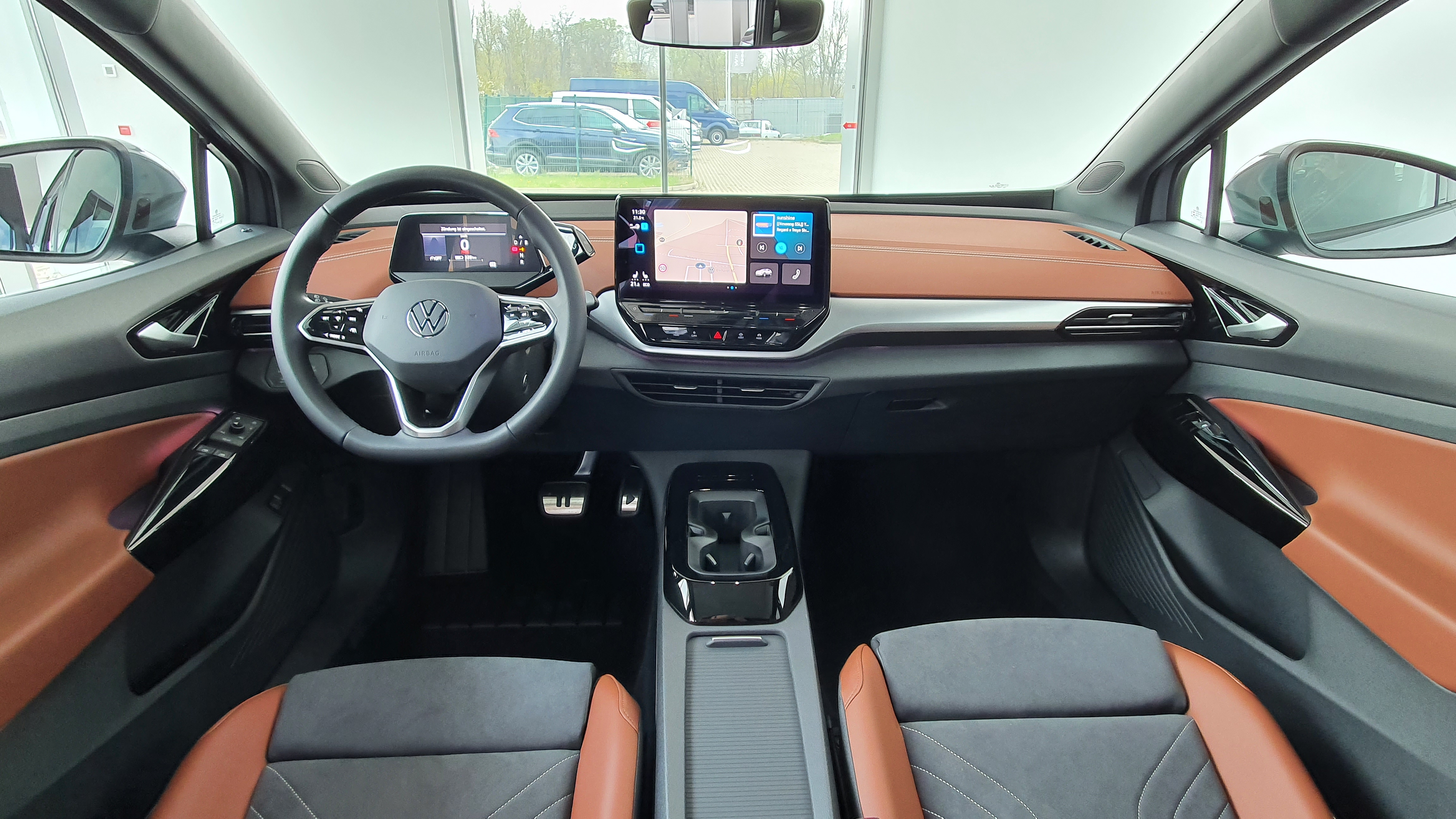
A Volkswagen ID.4 belső tere

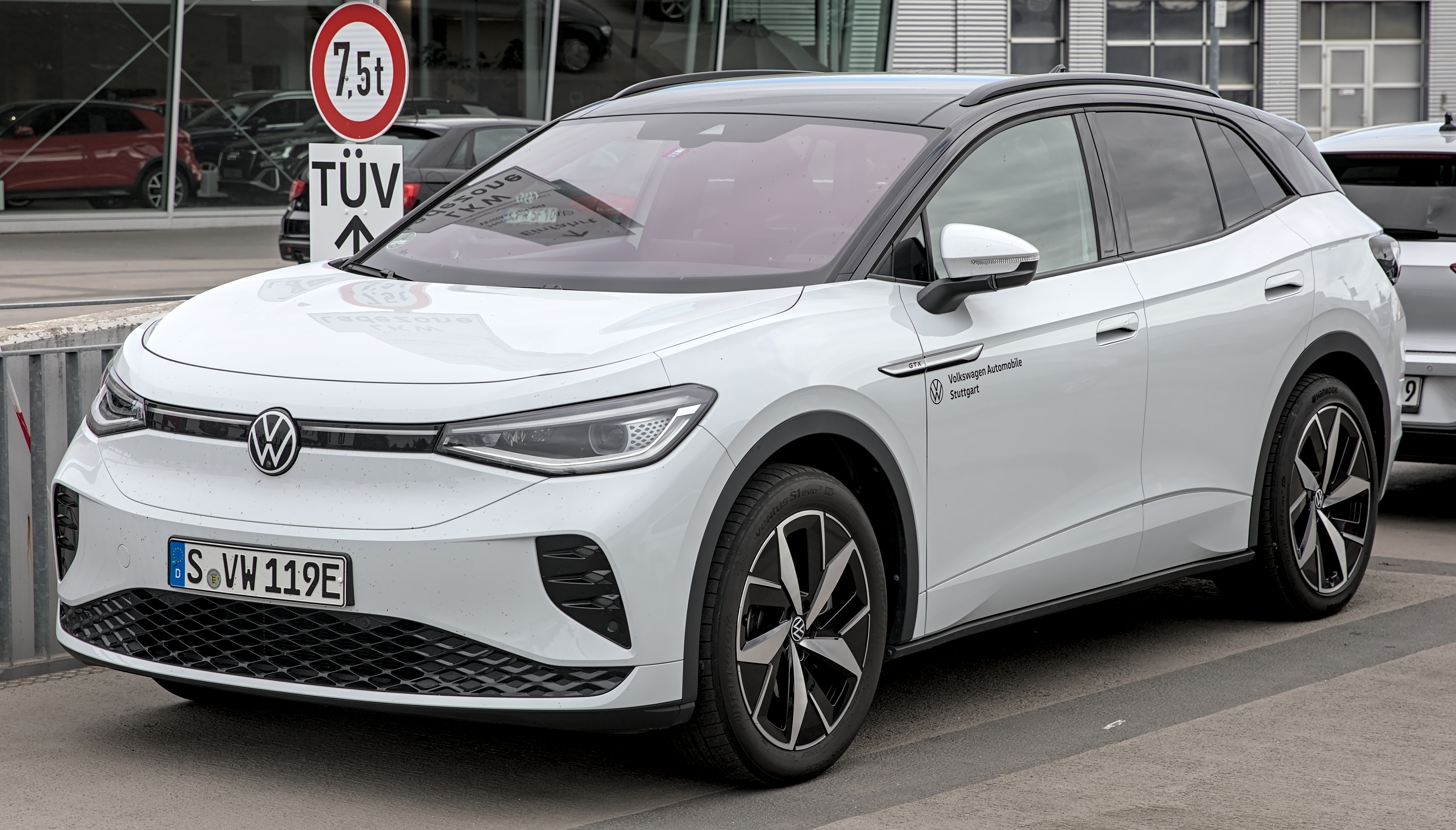
A Volkswagen ID.4 GTX elölnézetből

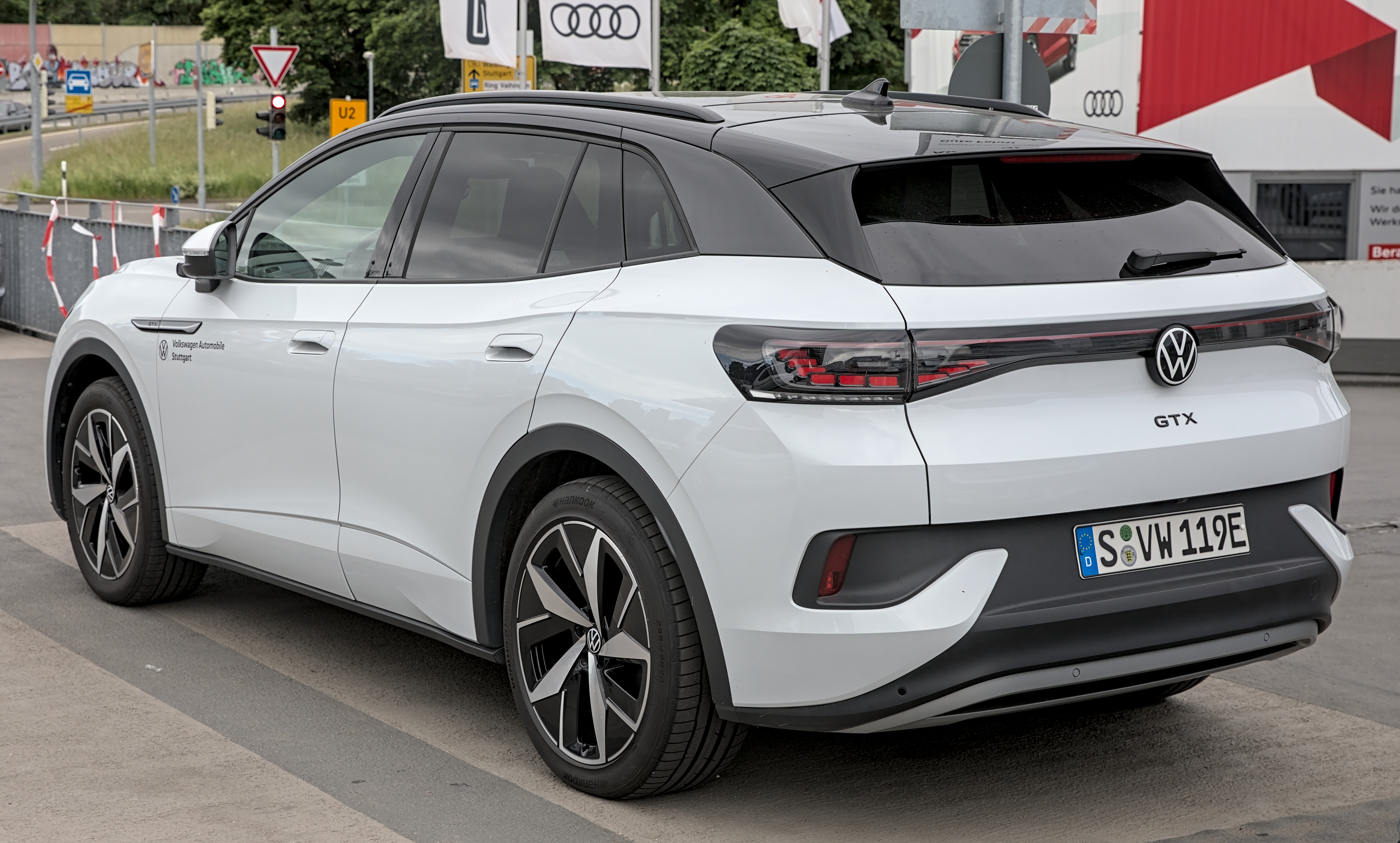
A Volkswagen ID.4 GTX hátulnézetből

A Volkswagen ID.4 a Volkswagen akkumulátoros elektromos SUV autótípusa, melyet először 2021 tavaszán mutattak be. Az ID.3 után ez a Volkswagen második olyan sorozatgyártású járműve, amely az MEB-platformra épül. A Volkswagen ID.4 laposabb tetővel ellátott változata a Volkswagen ID.5, mely a tetőíven kívül szinte semmiben nem különbözik az ID.4-től.

## Története

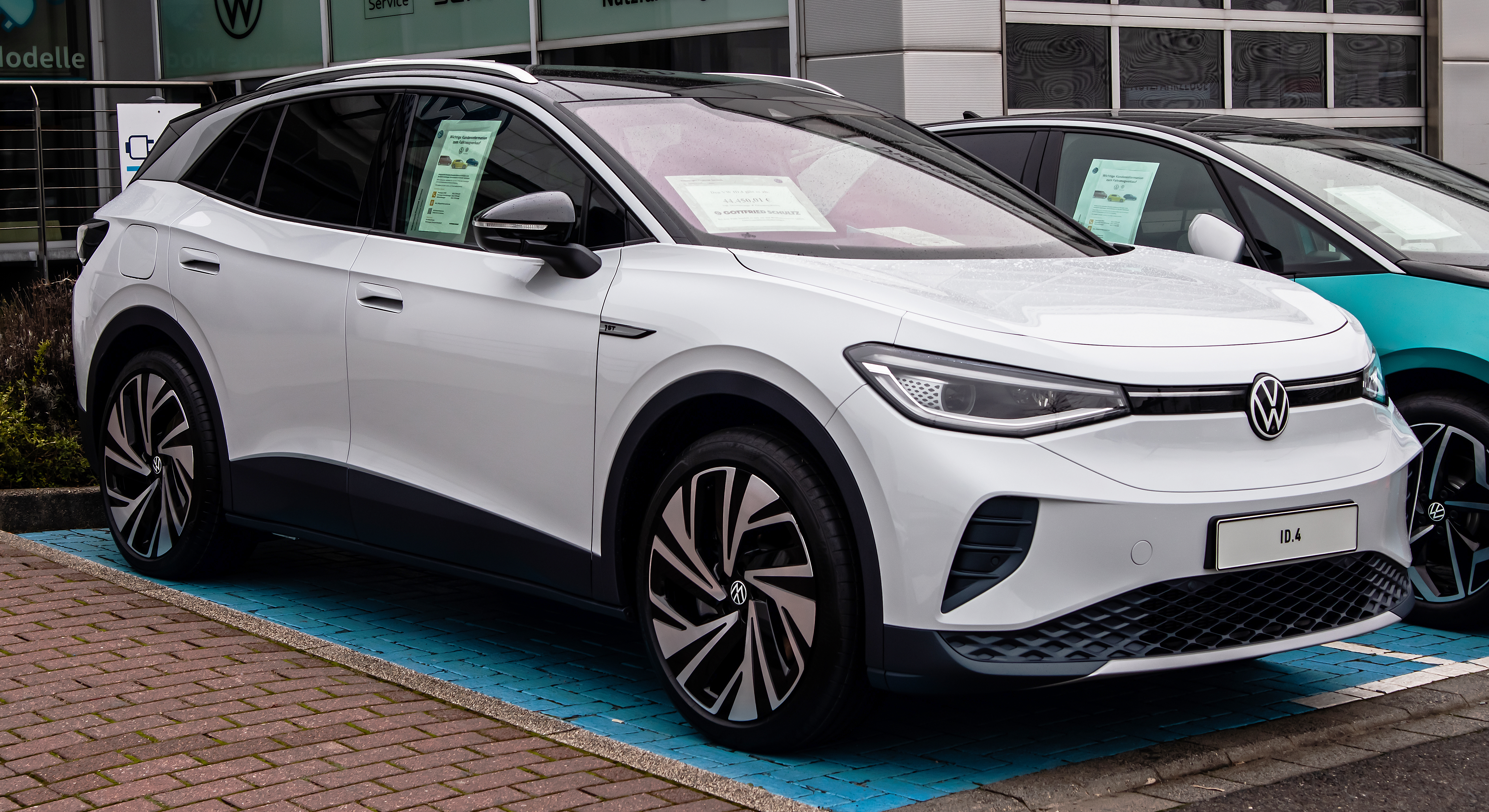
Elölnézetből
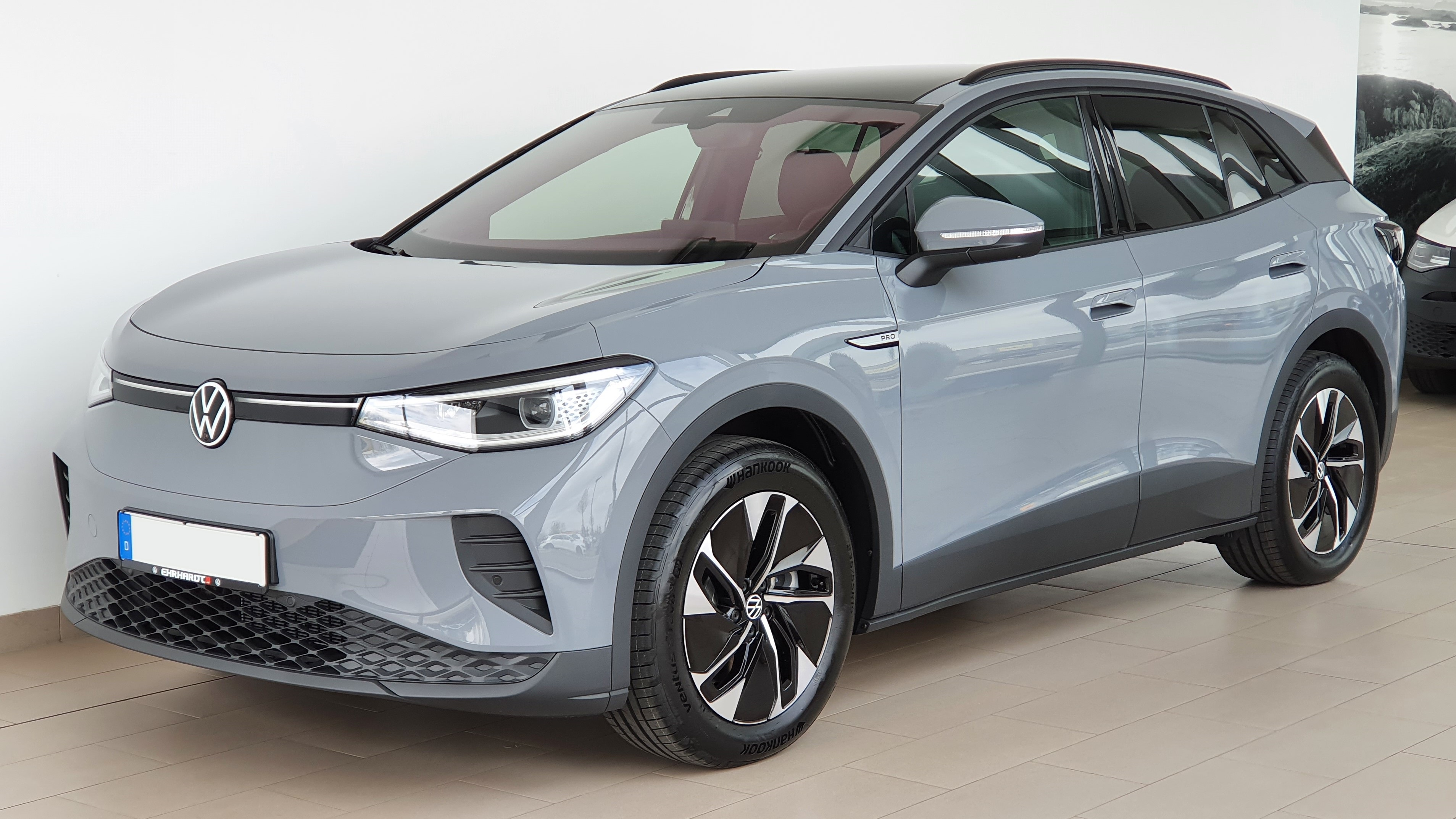
Elölnézetből
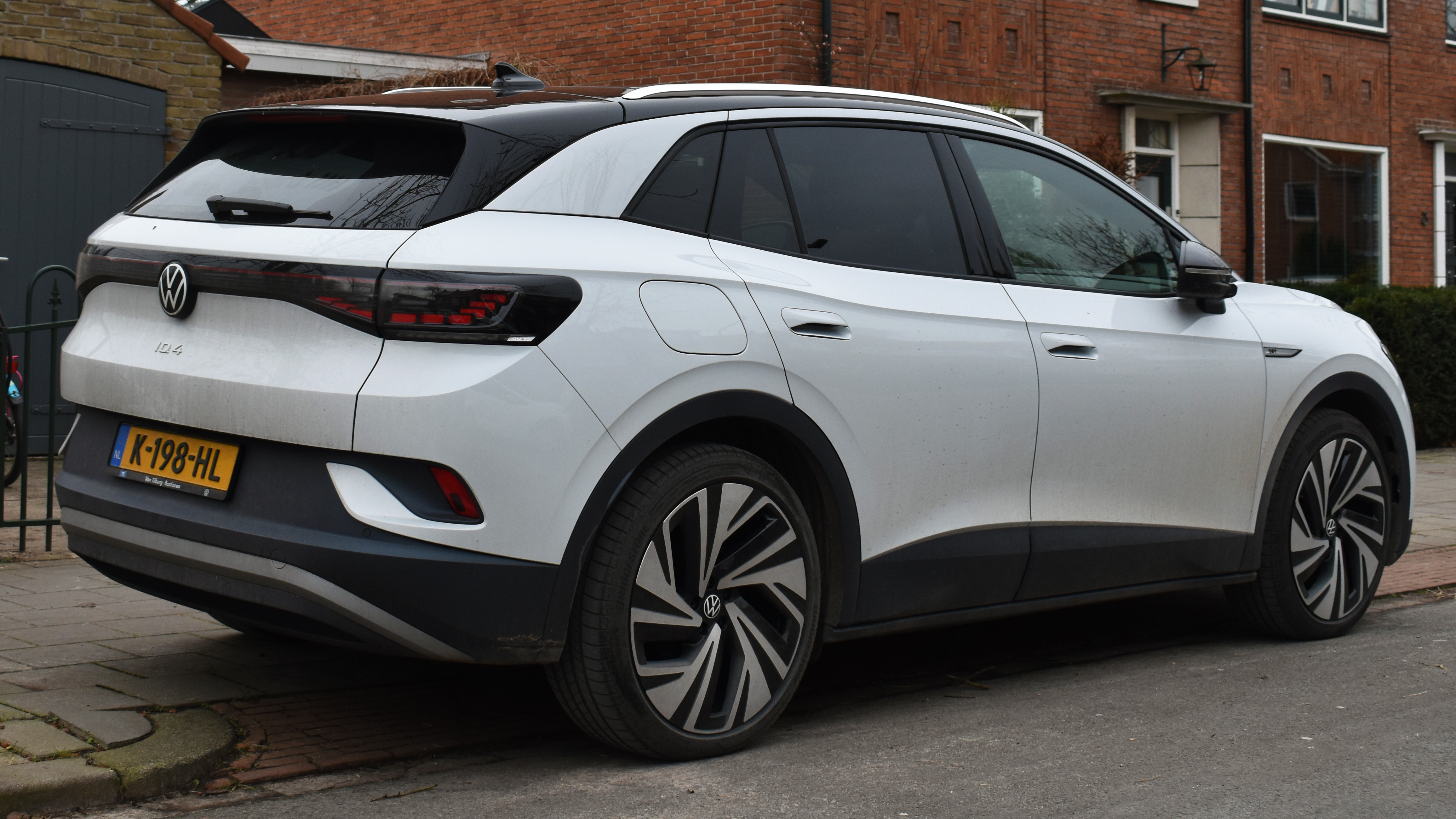
Hátulnézetből
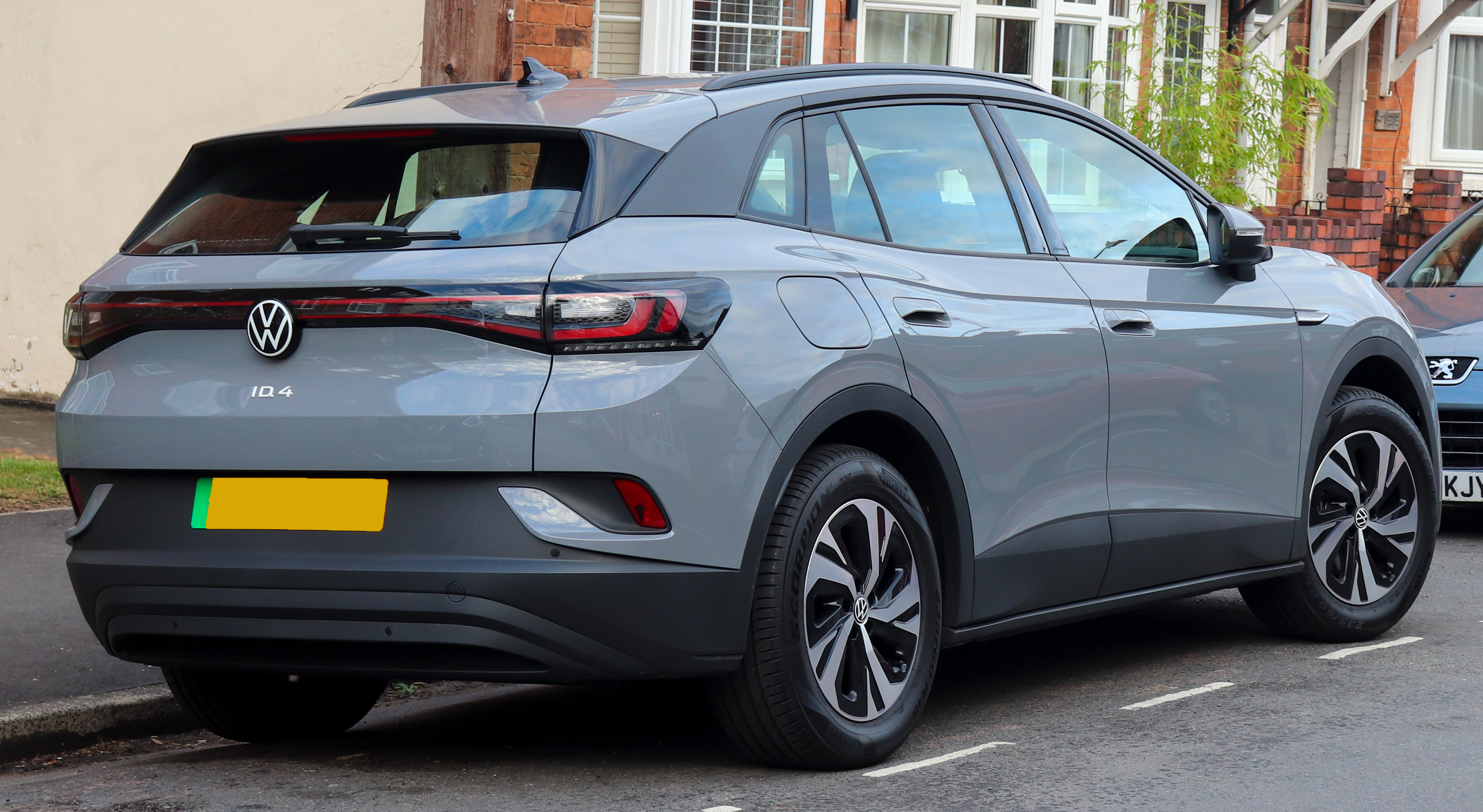
Hátulnézetből
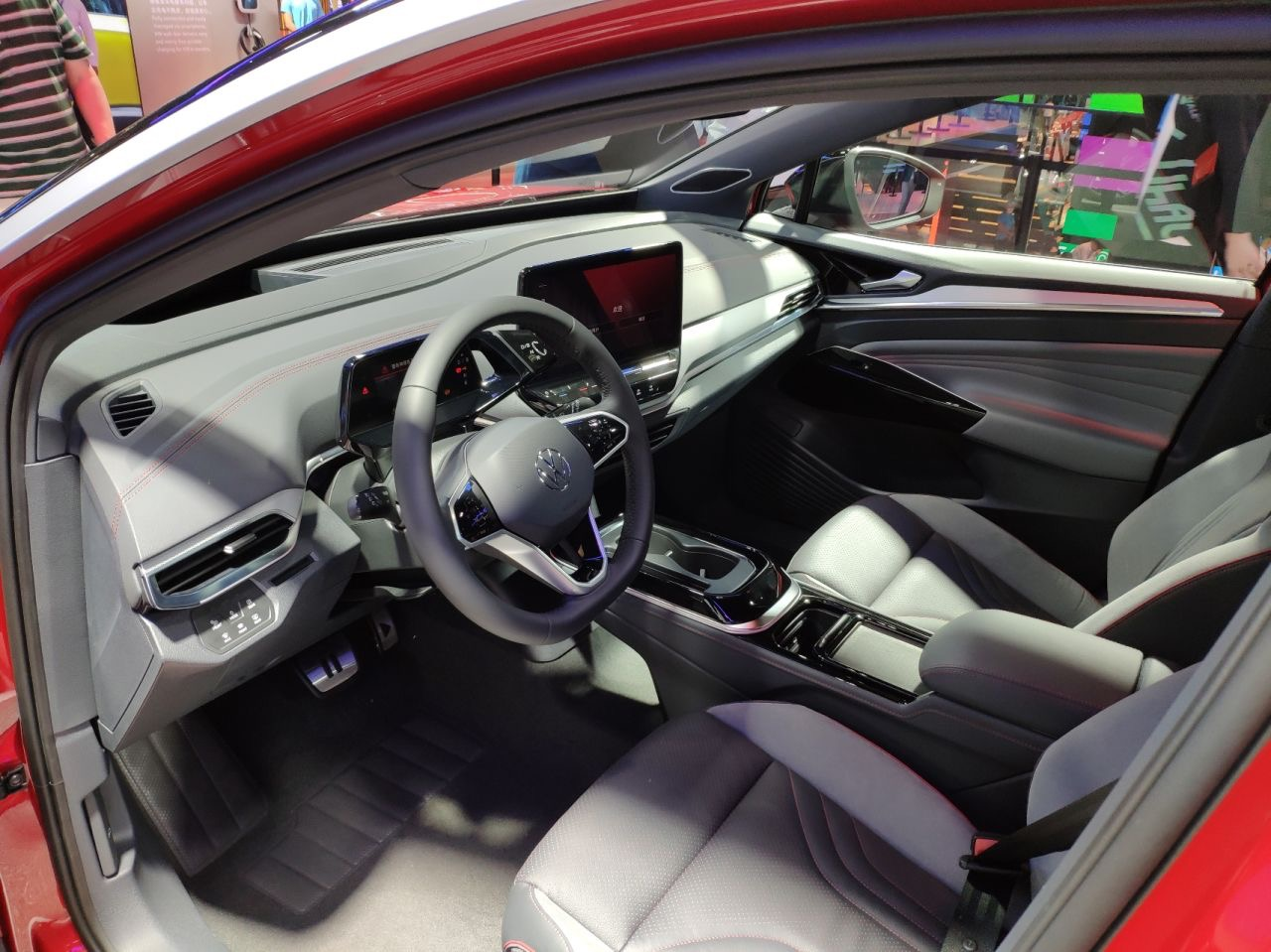
A Volkswagen ID.4 belső tere

Az ID.4 Európában 2021 januárjától rendelhető meg, de az első vásárlók számára Hollandiában már 2020 decemberében átadták az első példányokat. A legerősebb motorral szerelt ID.4 1. és ID.4 1. Max kiadás összesen 27 000 példányával indult az értékesítés, az Egyesült Államokban a 2000 járműből álló kontingens nyolc órán belül elfogyott.

## Gyártás
A gyártás a Volkswagen zwickau-i gyárában 2020-ban indult. 2022 óta az ID.4-et az Volkswagen emdeni és a chattanoogai (USA) gyárában is gyártják.

## Biztonság
2021 tavaszán az ID.4 járműbiztonsági vizsgálatát az Euro NCAP végezte. Öt csillagot kapott a lehetséges ötből.

## Technológia

### Hajtás
Csakúgy, mint az ID.3, a hátsókerék-hajtású változatok is állandó gerjesztésű szinkrongéppel rendelkeznek a hátsó tengelyen maximum 150 kW teljesítménnyel és maximum 310 Nm beépített nyomatékkal. A jármű maximális sebessége elektronikusan 160 km/órára van beállítva.
Az összkerékhajtású GTX változat egy második, kisebb villanymotorral is rendelkezik, 70 kW-os teljesítménnyel az első tengelyen. A rendszer teljesítménye így akár 220 kW is lehet. Álló helyzetből 100 km/órás sebességre 6,2 másodperc alatt gyorsul fel a GTX változat.

### Akkumulátor és töltési kapacitás
A WLTP hatótávolság a nagy akkumulátorkapacitásnak köszönhetően akár 522 km is lehet. Ennek az akkumulátornak az energiatartalma nettó 77 kWh. Alternatív megoldásként 52 kWh-s akkumulátor is elérhető.
Az ID.4-nél lehetséges a töltés váltakozó árammal a 2-es típusú csatlakozón keresztül, akár 11 kW-tal. Egyenáramú, CCS-csatlakozással történő töltés esetén az 52 kWh-s akkumulátor maximális töltési kapacitása az alapváltozatban 50 kW, vagy opcionálisan 100 kW. Az alapváltozatban az akkumulátor bruttó kapacitása 77 kW-os, opcionálisan pedig 125 kW volt. A 2022-ben kiadott 3.0-s verziójú szoftverfrissítéssel a maximális egyenáramú töltési teljesítmény 100/125-ről 110/135 kW-ra nőtt.

### Műszaki adatok
|                                        | Pure                           | Pure Performance            | Pro Performance      | Pro 4Motion        | GTX                |
| -------------------------------------- | ------------------------------ | --------------------------- | -------------------- | ------------------ | ------------------ |
| Gyártási időszak                       | 2021. február – 2021. november | 2021. január – 2022. június | 2020. augusztus óta  | 2022. június óta   | 2021. május óta    |
| Folyamatos teljesítmény                | 70 kW                          | 70 kW                       | 70 kW                | 77 kW              | 77 kW              |
| Max. rendszerteljesítmény              | —                              | —                           | —                    | 195 kW             | 220 kW             |
| Max. teljesítmény, első tengely        | —                              | —                           | —                    | 80 kW              | 70 kW              |
| Max. teljesítmény, hátsó tengely       | 109 kW                         | 125 kW                      | 150 kW               | 150 kW             | 150 kW             |
| Max. rendszernyomatéka                 | —                              | —                           | —                    | —                  | 460 Nm             |
| Max. nyomaték, első, tengely           | —                              | —                           | —                    | 162 Nm             | 162 Nm             |
| Max. nyomaték, hátsó tengely,          | 220 Nm                         | 310 Nm                      | 310 Nm               | 310 Nm             | 310 Nm             |
| Meghajtás típusa                       | Hátsókerék-meghajtás           | Hátsókerék-meghajtás        | Hátsókerék-meghajtás | Összkerékmeghajtás | Összkerékmeghajtás |
| Saját tömeg vezetővel                  | 1966 kg                        | 1966 kg                     | 2124 kg              | 2221 kg            | 2224 kg            |
| megengedett legnagyobb súly            | 2480 kg                        | 2480 kg                     | 2660 kg              | 2750 kg            | 2750 kg            |
| Gyorsulás, 0–100 km/óra                | 10,9 mp                        | 9,0 mp                      | 8,5 mp               | 6,9 mp             | 6,2 mp             |
| Maximális sebesség                     | 160 km/óra                     | 160 km/óra                  | 160 km/óra           | 180 km/óra         | 180 km/óra         |
| Akkumulátor kapacitása, bruttó / nettó | 55 kWh / 52 kWh                | 55 kWh / 52 kWh             | 82 kWh / 77 kWh      | 82 kWh / 77 kWh    | 82 kWh / 77 kWh    |
| Töltési teljesítmény                   | 50 kW (opcionális: 100 kW)     | 50 kW (opcionális: 100 kW)  | 135 kW               | 135 kW             | 135 kW             |
| Energiafogyasztás 100-en (NEDC)        | 15,5 kWh                       | 15,5-16,3 kWh               | 16,2-16,9 kWh        | 17,0 kWh           | 18,1-19,1 kWh      |
| Hatótávolság (WLTP)                    | 345 km                         | 343–346 km                  | 508–522 km           | 515 km             | 482 km             |
| Légellenállási együttható (cw)         | 0,28                           | 0,28                        | 0,28                 | 0,28               | 0,29               |
| Fordulókör                             | 10,3 m                         | 10,3 m                      | 10,3 m               | 11,6 m             | 12 m               |

A csomagtartó térfogata 543 liter, lehajtott hátsó üléstámlákkal 1575 liter áll rendelkezésre.

## Testvérmodellek
Az Audi Q4 e-tron és a Škoda Enyaq iV műszakilag szorosan kapcsolódik a Volkswagen ID.4-hez, beleértve a kupéváltozatokat is, mint például a Volkswagen ID.5, amely felépítésében szinte teljesen azonos az ID.4-gyel.

## Díjak
2021: Első hely a World Car Awards-on.
2022: Április 18-án állították fel az elektromos autók magassági rekordját. 2022. május 18-án Rainer Zietlow egy Volkswagen ID.4-gyel megmászta a bolíviai, 5816 méter magas Uturuncu vulkánt, és ezzel bekerült a Guinness-rekordok Könyvébe.

## Értékesítési adatok
| Év     | darabszám | forrás |
| ------ | --------- | ------ |
| 2020   | 6487      | [ 17 ] |
| 2021   | 134 319   | [ 18 ] |
| teljes | 140 806   |        |

## Fordítás
- Ez a szócikk részben vagy egészben  a   VW ID.4 című német Wikipédia-szócikk ezen változatának fordításán alapul.  Az eredeti cikk szerkesztőit annak laptörténete sorolja fel. Ez a jelzés csupán a megfogalmazás eredetét és a szerzői jogokat jelzi, nem szolgál a cikkben szereplő információk forrásmegjelöléseként.